# Rosa Kamm
Rosa Kamm, geb. Baumhauer (* 26. Juli 1907 in Schwäbisch Gmünd; † 4. Januar 1996 in Schorndorf) war eine deutsche Politikerin der SPD.

## Leben und Beruf
Die Tochter eines Schriftsetzers besuchte die Höhere Töchterschule und machte ihre kaufmännische Lehre bei einer Silberwarenfabrik in ihrer Geburtsstadt Schwäbisch Gmünd. 1925 heiratete sie Gottlob Kamm, den sie beim Sport kennen lernte. Gottlob war später ebenfalls in der Politik engagiert, unter anderem als Bürgermeister von Schorndorf und Landesminister für politische Befreiung. Durch die Heirat kam Rosa Kamm nach Schorndorf, dort übernahmen die Eheleute einen Verkaufsstand am Schorndorfer Bahnhof. Mit Beginn des Zweiten Weltkriegs im Jahr 1939 musste Rosa Kamm diesen aufgeben und übernahm ein Lebensmittelgeschäft in Cannstatt. Daneben gehörte sie viele Jahre dem katholischen Kirchenchor an.
Kamm hatte mit ihrem Ehemann vier gemeinsame Kinder, zwei Söhne und zwei Töchter. Der älteste Sohn, Bertold Kamm, ging später ebenfalls in die Politik. Ihre letzte Ruhestätte fand Rosa Kamm auf dem neuen Friedhof Schorndorf.

## Politik
In ihrer Jugend gehörte Kamm den Falken an, später trat sie der SPD bei. 1946 wurde sie zur Vorsitzenden des SPD-Ortsvereins Schorndorf gewählt. 1947 wurde sie, gemeinsam mit ihrem Ehemann, in die Verfassunggebende Landesversammlung berufen. Im selben Jahr zog sie in den Schorndorfer Stadtrat ein, dem sie bis 1953 und noch einmal von 1975 bis 1977 angehörte. Darüber hinaus war sie von 1973 bis 1984 Mitglied des Kreistags im Rems-Murr-Kreis.

## Gesellschaftliches Engagement
Kamms Engagement war auch außerhalb der Politik vielfältig. So war sie einige Jahre lang Vorsitzende des Ortsvereins der Arbeiterwohlfahrt. 1965 gründete sie den Spielplatzverein, mit dessen Hilfe der erste Kinderspielplatz in Schorndorf errichtet wurde. Beim Sportverein SKV Schorndorf (mittlerweile in der SG Schorndorf aufgegangen) war sie lange Zeit Hauptkassiererin und geschäftsführende Vorsitzende. Darüber hinaus unterstützte sie dort die Fußball-Junioren-Mannschaften auch materiell, auf sie ging die Gründung der Frauen-Handball-Abteilung zurück. Kamm war auch als „Chauffeurin“ bekannt, sie fuhr zunächst ihren Mann, der im Krieg ein Bein verlor, später auch Junioren-Fußballer und Behinderte.

## Ehrungen
- 1970: Bundesverdienstkreuz 1. Klasse
- 1987: Verdienstmedaille in Gold der Stadt Schorndorf